# Hailemelekot Hailu
Hailemelekot Hailu (11 juli 1994) is een Ethiopisch wielrenner.

## Carrière
In 2017 werd Hailu, die reed voor een Spaans amateurteam, nationaal kampioen op de weg door met een voorsprong van bijna vijf minuten solo als eerste over de streep te komen.

## Overwinningen
2017
 Ethiopisch kampioen op de weg, Elite